# 李作成
李作成（り さくせい、簡体字：李作成、英語: Li Zuocheng、1953年10月 - ）は、中華人民共和国の軍人。成都軍区副司令員、同司令員、陸軍司令員を歴任した。党中央軍事委員会委員、連合参謀部参謀長である。1979年2月に始まった中越戦争に参加し、「戦闘英雄」称号を授与された。

## 経歴
1953年10月に湖南省安化県梅城鎮に誕生した。国防大学を卒業した後は、1970年12月に中国人民解放軍に入隊する。1972年に中国共産党に入党した。
1979年2月に始まった中越戦争では戦闘に参加した。所属した中隊はその武勲により国家中央軍事委員会から「中隊栄誉集団一等勲章」を授かり、「尖刀英雄中隊」と命名された。李個人は「戦闘英雄」の称号を授かる。さらに小隊長、中隊長、大隊長、連隊参謀長、連隊長、師団参謀長、辺防某守備師団師団長、某即応機動作戦師団師団長、第41集団軍副軍長を歴任し、1997年7月に少将に昇格した。
1998年4月に第41集団軍軍長に任命され、当時全軍で最年少の集団軍軍長となった。2002年11月に広州軍区副参謀長、2008年1月に成都軍区副司令員に任命される。2009年7月に中将に昇格した。2013年8月に成都軍区司令員に任命される。
2015年7月に上将に昇格し、同年12月31日に新たに「陸軍司令部」が設けられると、これに合わせて陸軍司令員に任命された。これは陸軍内で信望厚い李を起用することで、軍改革への反発を抑える狙いがあると見られている。
2017年8月に中央軍事委員会連合参謀部参謀長に就任した。同年10月25日の第19回党大会後の1中全会において党中央軍事委員会委員に選出された。

## 参照
- 李作成升任成都军区司令员 李作成简历(图)_深港在线（中国語）